# Francis Lewis
Francis Lewis (21. března 1713, Wales – 31. prosince 1802, New York) byl americký politik, obchodník a signatář Deklarace nezávislosti Spojených států jako zástupce státu New York.

## Životopis
Francies Lewis se narodil 21. března 1713 v Llandaffu ve Walesu. Byl jediným dítětem Morgana Lewise a Anne Lewis (rozené Pettingale) z Newportu ve Walesu. Vystudoval univerzitu Westminster School v Londýně. Do svých 21 let pracoval v londýnském obchodním domě. Jeho otec mu odkázal majetek, včetně nemovitostí. Lewis vše prodal a použil výtěžek ke koupi zboží, pak odplul do New Yorku, kam dorazil v letech 1734 nebo 1735. Část zboží v New Yorku zanechal, prodal je jeho obchodní partner Edward Annesley. Se zbylou částí zboží odcestoval do Filadelfie. Po dvou letech se vrátil do New Yorku. Lewis podnikl několik cest přes oceán, navštívil severoevropské přístavy, Petrohrad v Rusku, také severní Skotsko a Afriku. V roce 1756 byl zajat jako britský obchodní agent a poslán do Francie do vězení. Po svém propuštění a návratu domů se stal politicky aktivním.

## Politická kariéra
Byl členem Committee of Sixty (výboru šedesáti), delegátem New York Provincial Congress (provinční kongresu v New Yorku) a od roku 1775 do roku 1779 působil jako delegát kontinentálního kongresu. V roce 1778 podepsal Články Konfederace a trvalé unie a v roce 1779 působil jako člen Continental Board of Admiralty, kontinentální rady pro námořnictvo.
Pomohl svému synovi Francisovi Lewisovi ml. otevřít obchod pod značkou Francis Lewis a syn. Jeho syn Morgan Lewis sloužil v armádě během americké revoluční války a později zastával mnoho úřadů ve státě New York, včetně funkce guvernéra.

## Osobní život

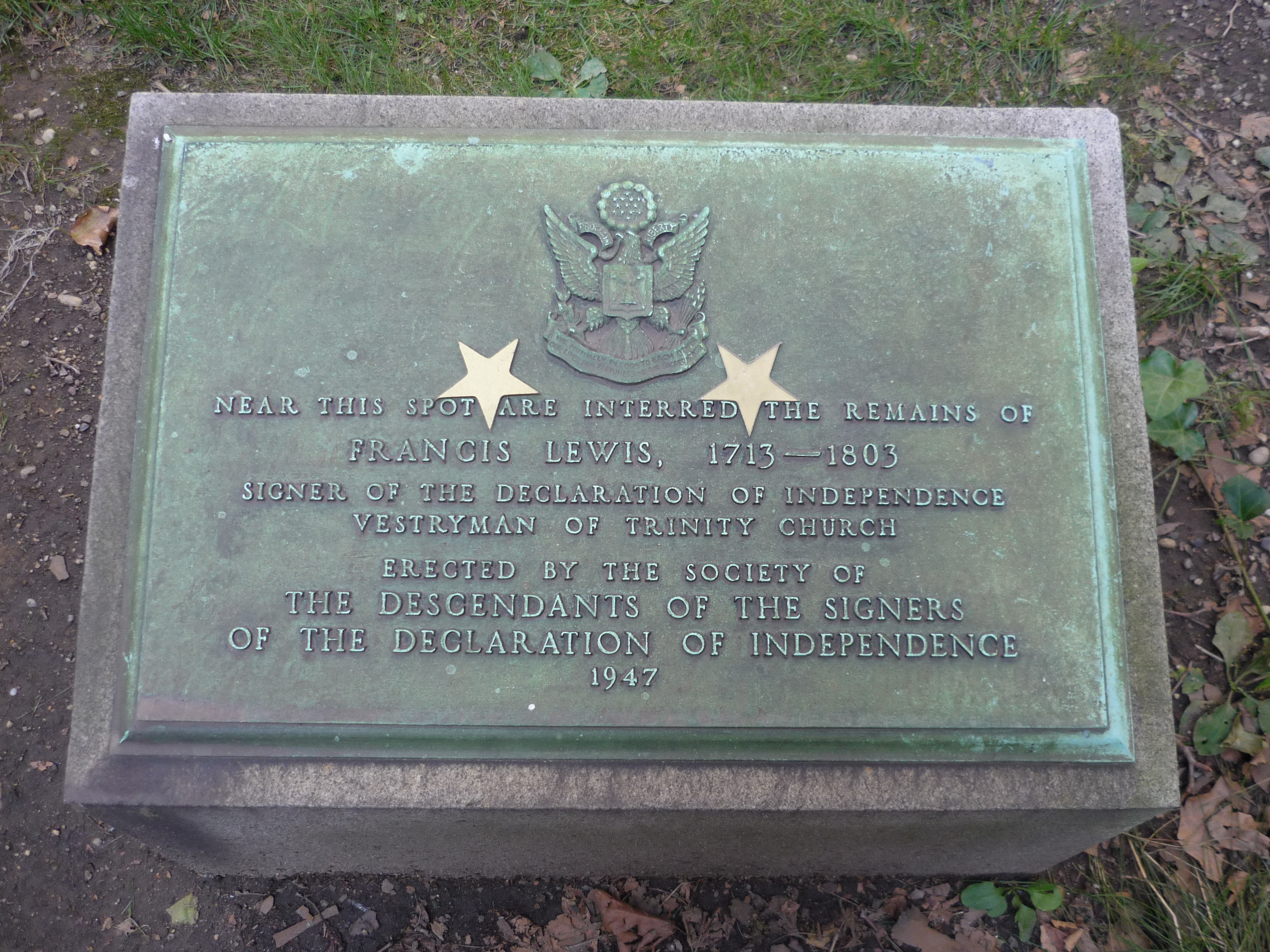
Pamětní deska Francise Lewise na hřbitově Trinity Church v New Yorku.

V roce 1745 se Lewis oženil s Elizabeth Annesley (zemřela 1779), sestrou jeho obchodního partnera. Měli sedm dětí, z nichž pouze tři se dožily dospělosti.
- Ann Lewis (1748–1802), která se provdala za kapitána britského královského námořnictva[8] George Robertsona (1742–1791) proti přání jejího otce. Poté okamžitě odešla do Anglie. Už nikdy svou rodinu neviděla ani s ní nemluvila.
- Francis Lewis ml. (1749–1814), pracoval jako kurátor ve farnosti sv. Jiří ve Flushingu v letech 1791 až 1794.[9] Oženil se s Elizabeth Ludlow,[9] dcerou Gabriela Ludlowa.[4]
- Morgan Lewis (1754–1844), který se oženil s Gertrudou Livingstonovou, dcerou soudce Roberta Livingstona (1718–1775) z Clermontu.[10]

V roce 1775 Lewis získal panství ve Whitestone, dnešním Queensu. Jeho dům byl v americké revoluční válce zničen britskými vojáky, kteří také zatkli jeho manželku Elizabeth a po dobu několika týdnů jí v zajetí odepřeli čisté oblečení nebo přiměřené jídlo. Její útrapy v zajetí jí zničily zdraví a vedly k její smrti v roce 1778 poté, co on sám byl propuštěn ze zajetí v rámci dohody o výměně vězňů.
Lewis zemřel 31. prosince 1802, ačkoli jeho památník na hřbitově Trinity Church udává jeho rok smrti jako 1803.